# 아이비스바이오
아이비스바이오는 단백질 분해유도 (Targeted Protein Degradation, TPD) 기반 기술을 개발하여 퇴행성 뇌질환 치료제 및 항암제를 포함하는 난치성 질병 치료제를 개발하는 신약 개발 전문 기업입니다.

## 사업목표
의학적 미충족 수요가 큰 난치성 질환 치료제, 약물 내성 질환 치료제 개발 - PROTAC 기반 기술 개발

## 역사
- 2018-09-27 주식회사 아이비스바이오 설립 (대한민국 대전)
- 2019-04-11 Aevisbio, Inc. (Gaithersburg, MD US) 2019-06-01 한국생명공학연구원(KRIBB) BVC에 바이오 연구 센터를 개소
- 2019-08-01 ~ 2021-07-31 TIPS 선정 중소벤처기업부(한국 정부)의 TIPS(Accelerator Investment-Driven Tech Incubator Program for Startup) 투자(5억 원)와 블루포인트 파트너스의 매칭 펀드($150K) 수상.
- 2019-08-01 미국 국립보건원(NIH) 산하 국립노화연구소(NIA)와 협력 연구 개발 협약(CRADA) 체결
- 2021-01-01 한국연구재단 정부 보조금(6억 원) 등 신약 개발 프로그램 선정
- 2021-01-11 Aevisbio와 NIH는 신경 질환 치료를 위한 탈리도마이드 유사체의 개발과 관련하여 특허 라이선스 계약.
- 2021-02-01 한국 판교 파스퇴르 한국 연구소(IPK)에 신약 개발 연구 센터 개소.
- 2021-03-30 국립보건원(NIH)과의 협력연구개발협정(CRADA)에 따른 면역조종 이미드 약 개발에 관한 연구는 동료 검토 간행물 Frontiers in Neuroscience(2021년 3월 29일)에 발표.
- 2021-04-02 국립보건원(NIH)과의 협력연구개발협정(CRADA)에 따라 개발된 후보 면역 조종 이미드 약물의 치료 효능 결과는 동료 검토 간행물 ACS 약리학 & 번역 과학(2021년 3월 30일)에 발표.
- 2021-07-31 미국 국립보건원(NIH)과의 협력연구개발협정(CRADA)에 따른 면역 조절에 관한 연구는 동료 검토 간행물 Int J Mol Sci. (2021년 7월 31일)에 발표.
- 2021-09-01 VC가 선택한 아이비스바이오, 시리즈A 투자 유치 완료.

## 주요 기술
미국 국립보건원 (NIH)에서 개발한 포말리도마이드 유도체 관련 의약학 기술의 독점 권리를 취득하기 위하여 NIH와 Collaborative Research and Development Agreement (CRADA)를 체결하고 공동 연구를 진행 중이며 관련 기술을 Exclusive License Agreement 통해 확보함. - NIH 기술 개발자인 NIA의 Nigel H. Greig 박사와 공동 연구를 통해 외상성 뇌손상 및 알츠하이머병 동물 모델에서 포말리도마이드 유도체의 효능을 확인하였으며 다양한 공동 연구자와 함께 파킨슨병, 뇌졸중, LID 관련 유효성 데이터를 확보하고 약물의 MOA 심화 연구를 진행하고 있으며, 확보된 자료를 통해 임상 시험 추진하고자 함. - 표적 단백질 분해 기술(TPD) 기반 기술 확보를 위해 새로운 cereblon binder를 개발하고 있으며, solubility, toxicity, affinity를 개선한 후보 물질과 molecular linker를 개발 중임.

## 발표 논문
- Role of chronic neuroinflammation in neuroplasticity and cognitive function: A hypothesis. Alzheimers Dement. 2022 Mar 2.[1]
- 3,6'-Dithiopomalidomide Ameliorates Hippocampal Neurodegeneration, Microgliosis and Astrogliosis and Improves Cognitive Behaviors in Rats with a Moderate Traumatic Brain Injury. Int J Mol Sci. 2021 Jul 31.[2]
- N-Adamantyl Phthalimidine: A New Thalidomide-like Drug That Lacks Cereblon Binding and Mitigates Neuronal and Synaptic Loss, Neuroinflammation, and Behavioral Deficits in Traumatic Brain Injury and LPS Challenge. ACS Pharmacol Transl Sci. 2021 Mar 30.[3]
- Repurposing Immunomodulatory Imide Drugs (IMiDs) in Neuropsychiatric and Neurodegenerative Disorders. Front Neurosci. 2021 Mar 29;15:656921.[4]
- 3,6'-dithiopomalidomide reduces neural loss, inflammation, behavioral deficits in brain injury and microglial activation. Elife. 2020 Jun 26;9:e54726.[5]